# Ива Лоренс
Ива Мишовић (Београд, 1. јул 1996), познатија под псеудонимом Ива Лоренс, српски је продуцент и кантаутор.

## Биографија
Почиње да пише песме са 9 година. Ивина мајка је манекенка, водитељка и новинар Ирена Мишовић.
Завршила је студије музичког менаџмента у Берлину на Британском институту за модерну музику и живи на релацији Берлин-Београд. Била је водитељка на регионалном MTV-ју. Песма Just Because била је хит у Немачкој. Најпре објављује песме на енглеском језику, а од 2021. године и на српском, када издаје песму Свитање, коју је написала са панчевачким бендом Буч Кесиди.
У склопу музичког пројекта Туборг Опен у Лос Анђелесу добија прилику да сарађује са Џејсоном Дерулом.

## Дискографија

### Албуми
- I Guess it's About You (2020)
- Свитање (2023)

### Синглови
- Close (2019)
- No Good For Him (2019)
- Never Get Better (2020)
- Just Because (2020)
- Свитање (2021)
- Зима (2021)
- Тензија (2022)
- 2 до 4 (2022)
- Flirt (2022)
- Хеј (ниси више исти) (2022)
- Ударци (2023)
- Дом (2024)
- Асфалт (2024) са Марком Бошњаком